# هوبرو

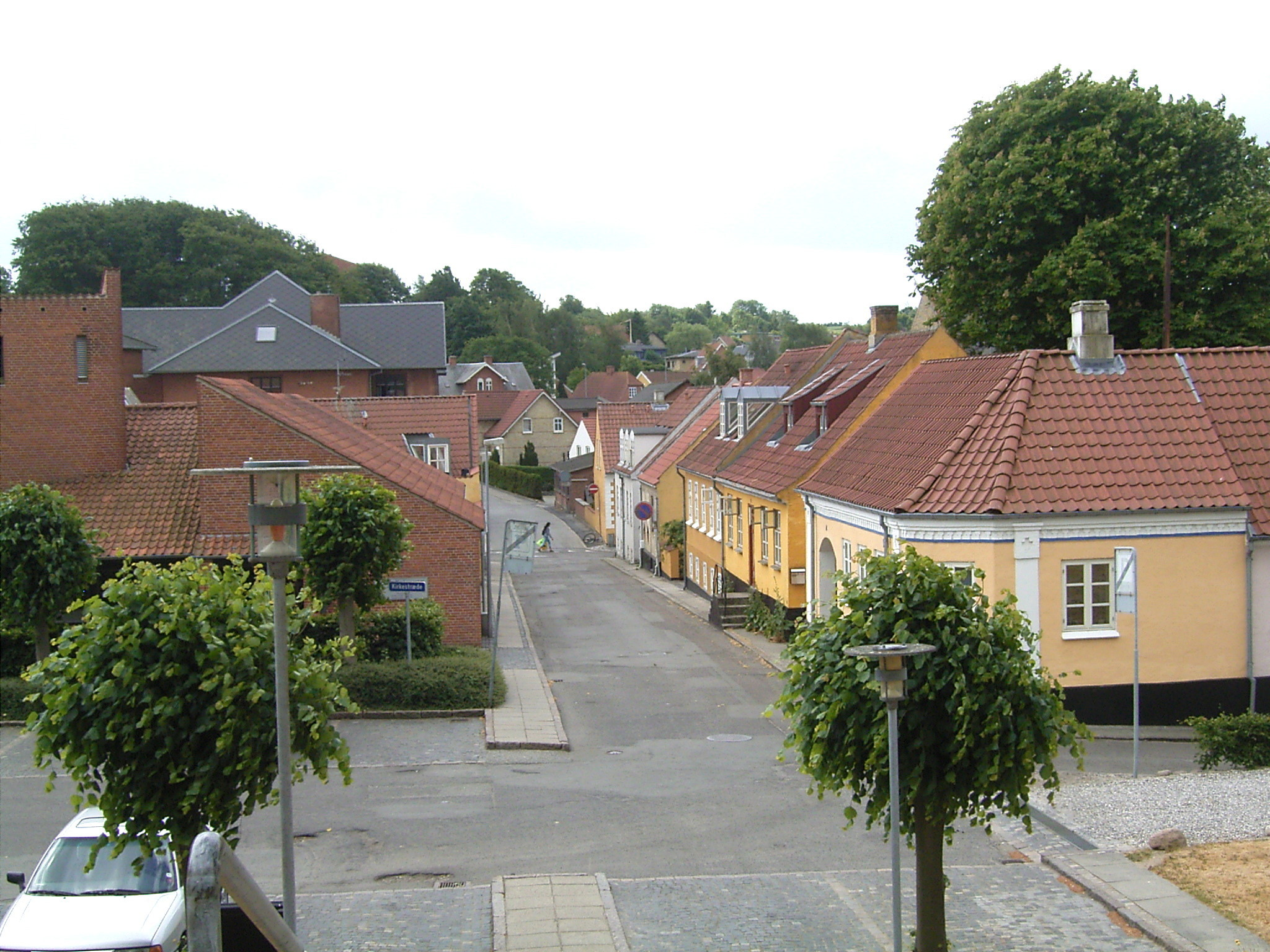
المنظر من كنيسة المدينة

هوبرو (بالدنماركية: hobʀo) مدينة دنماركية تحتوي على سوق قديم يمر من خلالها سكة حديدية. وتقع في مقاطعة نورييلاند في شبه جزيرة يوتلاند في شمال الدنمارك. ويبلغ عدد سكانها 11736 (1 يناير 2014). وتقع البلدة في تضاريس جبلية على رأس مضيق مارياجير، بالقرب من قلعة فايكنج والتي تقع ضمن حدود بلدية مارياجير.

## توأمة
لهوبرو اتفاقيات توأمة مع:
- بلدية فالشوبنغ

## أعلام
- مارتن تومسن
- توم كريستنسن
- بيتر راسموسن
- مايكل في كنودسن
- إميل ريس ياكوبسن